# Gvoko jezik
Gvoko jezik (gavoko, gevoko, ghboko, kuvoko, nggweshe, ngoshe sama, ngoshe-ndhang, ngoshi, ngossi, ngweshe-ndaghan; ISO 639-3: ngs), čadski jezik skupine biu-mandara, podskupine glavda, kojim govori oko 21 000 ljudi u Nigeriji i Kamerunu. 
Oko 20 000 (1990) u Nigeriji u državama Borno i Adamawa, ostalih 1 000 (2000 SIL) u kamerunskoj provinciji Far North, selo Ngoshi (različito od Nggoshe; vidi glavda).

## Vanjske poveznice
- Ethnologue (14th)
- Ethnologue (15th)